# Stratford (Iowa)
Stratford – miasto w Stanach Zjednoczonych, w stanie Iowa, w hrabstwach Hamilton i Webster. Zgodnie ze spisem statystycznym z 2000 roku, miasto liczyło 746 mieszkańców.